# Épeigné-les-Bois
Épeigné-les-Bois ist eine französische Gemeinde mit 400 Einwohnern (Stand: 1. Januar 2022) im Département Indre-et-Loire, in der Région Centre-Val de Loire. Sie gehört zum Arrondissement Loches und zum Kanton Bléré. Ihre Einwohner nennen sich Épeignois und Épeignoises. Die Gemeinde ist Mitglied des Gemeindeverbandes Communauté de communes Autour de Chenonceaux Bléré-Val de Cher.

## Geographie
Épeigné-les-Bois liegt etwa 28 Kilometer ostsüdöstlich von Tours am Flüsschen Chézelles. Die Nachbargemeinden von Épeigné-les-Bois sind Saint-Georges-sur-Cher im Norden und Osten, Céré-la-Ronde im Süden und Südosten, Le Liège im Süden, Luzillé im Westen sowie Francueil im Nordwesten.

## Demographie
| Jahr                       | 1962 | 1968 | 1975 | 1982 | 1990 | 1999 | 2006 | 2017 |
| Einwohner                  | 453  | 404  | 351  | 389  | 364  | 376  | 412  | 423  |
| Quellen: Cassini und INSEE |      |      |      |      |      |      |      |      |

## Sehenswürdigkeiten
- Pfarrkirche Saint-Aignan aus dem 12. Jahrhundert mit Umgestaltungen im 13. Jahrhundert, seit 1948 als Monument historique eingeschrieben

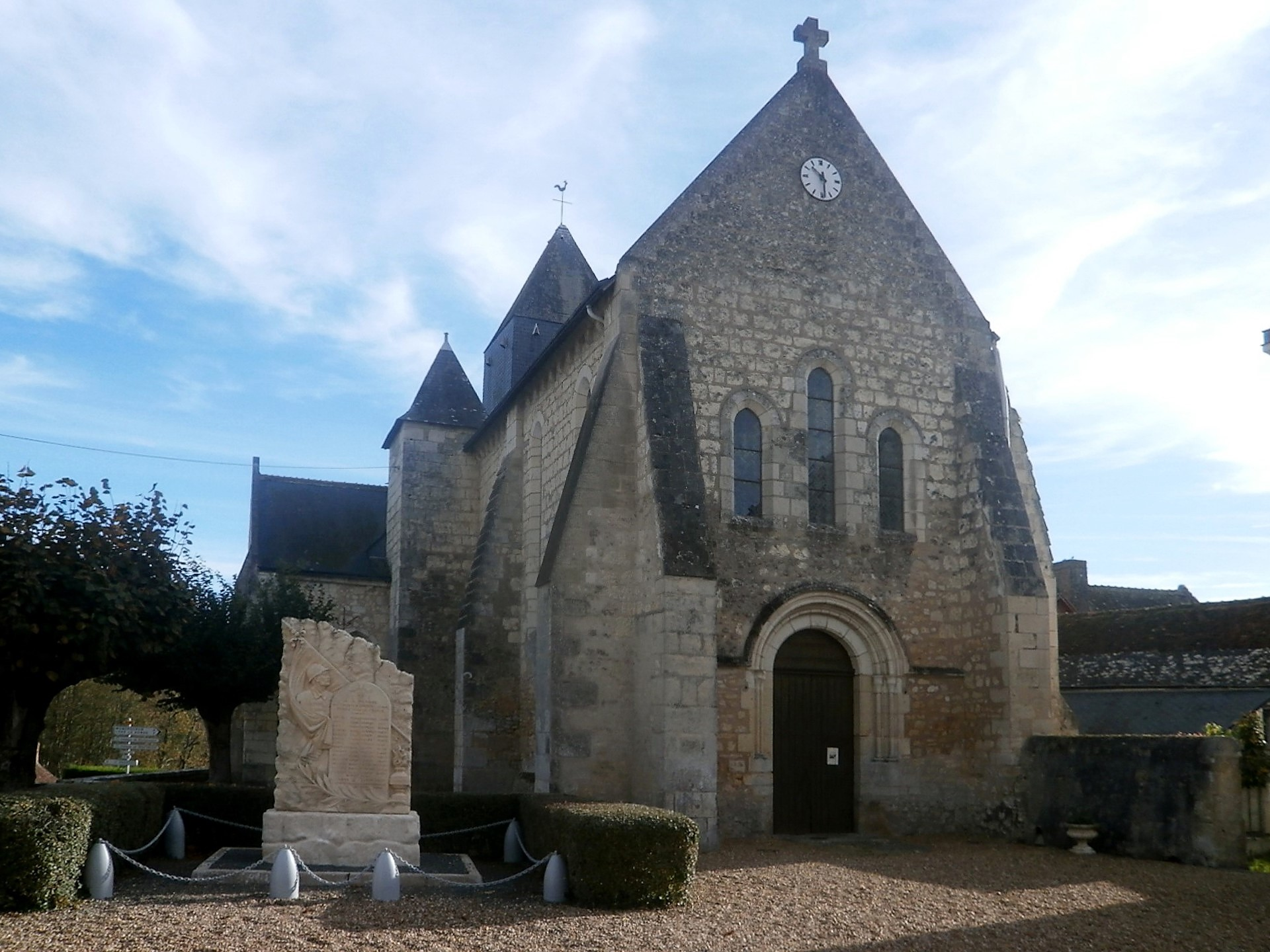
Pfarrkirche Saint-Aignan